# Aszano Tadanobu
Aszano Tadanobu (浅野 忠信; Hepburn: Tadanobu Asano; Jokohama, 1973. november 27. –), születési nevén Szató Tadanobu (佐藤 忠信; Hepburn:  Satō Tadanobu) Golden Globe-díjas japán színész.
Egyik ismert alakítása Hogun a Marvel-moziuniverzum filmjeiben. Elsőként a 2011-es Thor című filmben tűnt fel, ezt követte a Thor: Sötét világ (2013) és a Thor: Ragnarök (2017). Szerepelt többek között A szamuráj című filmben is.

## Élete
Aszano Jokohama városában született, apja Szató Jukihisza művész, anyja Dzsunko. Anyai nagyapja amerikai volt, Willard Overing, de sosem találkoztak. Aszanónak van egy idősebb bátyja, Szató Kudzsun, aki 1971-ben született.

## Filmográfia

### Film
| Év   | Magyar cím                       | Eredeti cím                                | Szerep                      | Magyar hang           |
| ---- | -------------------------------- | ------------------------------------------ | --------------------------- | --------------------- |
| 2024 |                                  | Ravens                                     | Masahisa Fukase             |                       |
| 2024 |                                  | Broken Rage                                | Inoue                       |                       |
| 2024 |                                  | The Women in the Lakes                     | Yu Isami                    |                       |
| 2023 |                                  | Daimyô-tôsan                               | Heihachiro Ishogai          |                       |
| 2023 |                                  | Kubi                                       | Kanbei Kuroda               |                       |
| 2022 |                                  | Mugonkan                                   | Kuboshima Seiichiro         |                       |
| 2021 | Kate                             | Kate                                       | Renji                       | Rába Roland           |
| 2021 | Mortal Kombat                    | Mortal Kombat                              | Raiden nagyúr               | Kolovratnik Krisztián |
| 2019 | Midway                           | Midway                                     | Jamagucsi Tamon             | Csík Csaba Krisztián  |
| 2018 |                                  | Kasane                                     | Kingo Habuta                |                       |
| 2018 |                                  | Punk Samurai Slash Down                    | Chayama Hanrō               |                       |
| 2018 |                                  | The Outsider                               | Kiyoshi                     |                       |
| 2017 |                                  | Shinjuku Swan II                           | Masaki Taki                 |                       |
| 2017 | Thor: Ragnarök                   | Thor: Ragnarok                             | Hogun                       | Kolovratnik Krisztián |
| 2017 |                                  | Dear Etranger                              | Makoto Tanaka               |                       |
| 2016 |                                  | The Wasted Times                           | Watabe                      |                       |
| 2016 | Némaság                          | Silence                                    | Tolmács                     | ?                     |
| 2016 |                                  | Harmonium                                  | Jaszaka                     |                       |
| 2015 |                                  | Haha to kuraszeba                          | Kuroda                      |                       |
| 2015 |                                  | Journey to the Shore                       | Júszuke                     |                       |
| 2015 |                                  | Grasshopper                                | Kudzsira                    |                       |
| 2015 |                                  | Parasyte: Part 2                           | Goto                        |                       |
| 2014 |                                  | Parasyte: Part 1                           | Goto                        |                       |
| 2014 |                                  | Kiki's Delivery Service                    | Dr. Isi                     |                       |
| 2014 |                                  | Lupin III                                  | Zenigata Kóicsi felügyelő   |                       |
| 2013 |                                  | The Kiyosu Conference                      | Maeda Tosiie                |                       |
| 2013 | 47 Ronin                         | 47 Ronin                                   | Lord Kira                   | Stohl András          |
| 2013 | Thor: Sötét világ                | Thor: The Dark World                       | Hogun                       | Kolovratnik Krisztián |
| 2012 |                                  | Fly with the Gold                          | Kitagava                    |                       |
| 2012 | Csatahajó                        | Battleship                                 | Nagata Jugi kapitány        | Kolovratnik Krisztián |
| 2011 |                                  | Jonimo kimjó na monogatari                 | gyilkos                     |                       |
| 2011 |                                  | A Ghost of a Chance                        | Kido Kenicsi                |                       |
| 2011 |                                  | Korede iinoda! Eiga Akacuka Fudzsio        | Akacuka Fudzsio             |                       |
| 2011 | Thor                             | Thor                                       | Hogun                       | Kolovratnik Krisztián |
| 2011 |                                  | Gekkó no kamen                             | Okamoto                     |                       |
| 2010 |                                  | Vengeance Can Wait                         | Jamane Hidenori             |                       |
| 2009 |                                  | Snow Prince                                | Haigo                       |                       |
| 2009 |                                  | Villon's Wife                              | Otani                       |                       |
| 2009 |                                  | Redline                                    | Frisbee                     |                       |
| 2009 |                                  | Dumbeast                                   | Dekogava                    |                       |
| 2009 |                                  | Mt. Tsurugidake                            | Sibaszaki                   |                       |
| 2008 |                                  | Jume no mani mani                          | Black Marketeer             |                       |
| 2008 |                                  | Kabei: Our Mother                          | Jamazaki Tóru               |                       |
| 2007 |                                  | Sad Vacation                               | Siraisi Kendzsi             |                       |
| 2007 | Mongol                           | Mongol                                     | Temudzsin                   | Kamarás Iván          |
| 2006 |                                  | Hana                                       | Kanazava Dzsubei            |                       |
| 2006 |                                  | Invisible Waves                            | Kjódzsi                     |                       |
| 2005 |                                  | Tokyo Zombie                               | Fujio                       |                       |
| 2005 |                                  | Rampo Noir                                 | Kogoró Akecsi               |                       |
| 2005 |                                  | Funky Forest                               | Tanaka Maszaru              |                       |
| 2005 |                                  | Portrait of the Wind                       | Murasze Tamio               |                       |
| 2005 |                                  | My God, My God, Why Hast Thou Forsaken Me? | Mizui                       |                       |
| 2005 |                                  | The Buried Forest                          | Szan-csan                   |                       |
| 2005 |                                  | Survive Style 5+                           | Aman                        |                       |
| 2004 |                                  | The Face of Jizo                           | Kinosita                    |                       |
| 2004 |                                  | Vital                                      | Takagi Hirosi               |                       |
| 2004 | A tea íze                        | The Taste of Tea                           | Haruno Ajano                |                       |
| 2003 |                                  | Café Lumière                               | Takeucsi Hadzsime           |                       |
| 2003 | A szamuráj                       | Zatóicsi                                   | Hattori Genoszuke           |                       |
| 2003 | Utolsó élet az univerzumban      | Ruang rak noi nid mahasan                  | Kendzsi                     | Bartucz Attila        |
| 2003 |                                  | My Grandpa                                 | S. Nakatoh                  |                       |
| 2003 |                                  | Bright Future                              | Arita Mamoru                |                       |
| 2002 |                                  | Woman of Water                             | Júszaku                     |                       |
| 2001 |                                  | Ichi the Killer                            | Kakihara                    |                       |
| 2001 |                                  | Distance                                   | Szakata                     |                       |
| 2001 | 80.000 voltos elektromos sárkány | Electric Dragon 80.000 V                   | Dragon Eye Morrison         |                       |
| 2000 |                                  | Party 7                                    | Okita Szódzsi               |                       |
| 2000 |                                  | Kaza-hana                                  | Szavaki                     |                       |
| 2000 |                                  | Gojoe: Spirit War Chronicle                | Sanao                       |                       |
| 1999 | Tabu                             | Gohatto                                    | Tasiro Hiozo szamuráj       | Barabás Kiss Zoltán   |
| 1999 |                                  | One Step on a Mine, It's All Over          | Taizo Icsinosze             |                       |
| 1999 |                                  | Hakucsi                                    | Iszava                      |                       |
| 1999 |                                  | Gemini                                     | bosszúálló, karddal         |                       |
| 1999 |                                  | Away with Words                            | Aszano Takasi               |                       |
| 1998 |                                  | Shark Skin Man and Peach Hip Girl          | Szamehada Kuroo             |                       |
| 1998 |                                  | Screwed                                    | Cube                        |                       |
| 1998 |                                  | Love & Pop                                 | XX kapitány                 |                       |
| 1997 |                                  | Jume no ginga                              | Niitaka Tacuo               |                       |
| 1996 |                                  | Focus                                      | Kanemura                    |                       |
| 1996 |                                  | Swallowtail Butterfly                      | klub vendége                |                       |
| 1996 |                                  | Acri                                       | Hiszoka                     |                       |
| 1996 |                                  | Helpless                                   | Siraisi Kendzsi             |                       |
| 1996 |                                  | Picnic                                     | Cumudzsi                    |                       |
| 1996 |                                  | wkw/tk/1996@7'55"hk.net                    | férfi                       |                       |
| 1995 |                                  | Maborosi no hikari                         | Ikuo                        |                       |
| 1995 |                                  | Jonsimai monogatari                        | Higucsi Akira               |                       |
| 1994 |                                  | 119                                        | Matsushita Macusita Szatosi |                       |
| 1993 |                                  | Fried Dragon Fish                          | Nacuro                      |                       |
| 1993 |                                  | Nemuranai macsi: Sindzsuku szame           | Szunagami Kóicsi            |                       |
| 1992 |                                  | Szeisun dendekedekedeke                    | Sirai Szeiicsi              |                       |
| 1991 |                                  | Aicu                                       | Iwata Ivata Szadahito       |                       |
| 1990 |                                  | Bataasi kingjo                             | Usi                         |                       |

### Televízió
| Év   | Magyar cím | Eredeti cím     | Szerep        | Megjegyzések |
| ---- | ---------- | --------------- | ------------- | ------------ |
| 2017 |            | A Life: A Love  | Masao Danjō   |              |
| 1988 |            | Kinpachi-sensei | Satō Tadanobu | 3. évad      |